# Yardena Arazi
Yardena Arazi (en hebreo: ירדנה ארזי‎; nacida el 25 de septiembre de 1951) es una cantante y presentadora israelí.

## Biografía
Yardena Arazi nació en el kibutz Kabri y creció en Haifa. Es hija de inmigrantes judíos de Francia y Alemania. Se unió al grupo Beit Rothschild a los 16 y se convirtió en la cantante principal. Realizó el servicio militar en la tropa de entretenimiento Nahal. Arazi está casada con el ingeniero Natan Tomer, con el que tiene una hija.

## Carrera musical y televisiva
En los años 70, era miembro del trío vocal femenino Chocolate Menta Mastik junto a Lea Lupatin y Ruti Holtzman. El grupo representó a Israel en el Festival de la Canción de Eurovisión 1976 con la canción Emor Shalom ("Di hola"), obteniendo el sexto puesto. Tres años más tarde, la Israel Broadcasting Authority (IBA) pidió a Arazi copresentar el Festival de la Canción de Eurovisión 1979 en Jerusalén. Su conexión con el festival continuó al cantar en las preselecciones israelíes de 1982, 1983 y 1985. En 1987 copresentó la final nacional y en 1988 fue seleccionada por la IBA para defender la canción israelí. Arazi fue a Dublín con la canción Ben Adam ("Ser humano"), que consiguió el séptimo lugar. Arazi copresentó Cafe Telad, un programa magazine matutíno de Channel Two, de 1997 a 2005.